# Tatsuya Suzuki (fodboldspiller, født 1982)
 For alternative betydninger, se Tatsuya Suzuki. (Se også artikler, som begynder med Tatsuya Suzuki)
Tatsuya Suzuki (født 1. august 1982) er en tidligere japansk fodboldspiller.
Han har spillet for flere forskellige klubber i sin karriere, herunder Kashiwa Reysol, FC Tokyo og Tokushima Vortis.